# Cataglyphis albicans
Cataglyphis albicans é uma espécie de inseto do gênero Cataglyphis, pertencente à família Formicidae.

## Subespécies
- C. albicans albicans (subespécie-tipo)
- C. albicans vaucheri
- C. albicans opacus
- C. albicans kairuanus
- C. albicans fezzanensis
- C. albicans auratus
- C. albicans arenarius
- C. albicans targuius
- C. albicans franchettii
- C. albicans cubicus
- C. albicans armenus